# 高澤聡美
高澤 聡美（たかざわ さとみ、1991年7月13日 - ）は、日本の女優。東京都板橋区出身。ヴィヴィアン所属。

## 略歴
1991年（平成3年）7月13日、東京都板橋区出身。
武蔵野美術大学大学院造形研究科修士課程デザイン専攻空間演出デザインコース修了。映画美学校アクターズ・コース第11期修了。
2013年、小劇場の照明スタッフをしたことがきっかけで小劇場への出演を始める。以降、チーム夜営、トリコロールケーキ、ウンゲツィーファなどの公演に参加。

## 人物
- 特技 - 新体操（16年間）、絵を描くこと、工作、家具の組み立て。
- 趣味 - 映画鑑賞（特にドキュメンタリー）、料理、ひとり旅、読書、散歩、プールで泳ぐこと。
- 資格・免許 - 中学校・高等学校教諭専修免許状（美術・工芸）

## 出演

### 映画
- V.MARIA（宮崎大祐 監督　2025年） - ルル 役
- ＃ミトヤマネ（宮崎大祐 監督　2023年） - 高見 役
- 雪子の部屋（神蔵美子 監督　2017年）

### MV
- ラブリーサマーちゃん「AH!」（堀切基和 監督　2020年）

### ナレーション
- U-NEXT Kids「ねむるま えほん」（石川将也 監督／夢眠ねむ 企画監修・選書　2024年）

### 舞台
- 『8hのメビウス』（ウンゲツィーファ　作・演出：本橋龍　スタジオ空洞　2024年）
- 『動く物』（ウンゲツィーファ　作・演出：本橋龍　神保町PARA　2024年） - 第4回北海道戯曲賞受賞作品
- 『ガザ・モノローグ2023』（演出：飯塚大周、高澤聡美　STスポット　2024年）
- 『ビーコンライツ』（映画美学校　作・演出：本橋龍　ユーロライブ　2023年）
- 『アイランド 序』（作・演出：犬飼勝哉　三鷹SCOOL　2021年）
- 『アイランド 弐』（作・演出：犬飼勝哉　三鷹SCOOL　2021年）
- 『口付近に傷があるときは禁忌』（トリコロールケーキとくによし組　作・演出：今田健太郎・國吉咲貴　シアターウィング　2020年）
- 『タイトルはご自由に。リバース』（チーム夜営　作：大竹竜平　演出：小林弘樹　BUCKLE KOBO・武蔵野美術大学美術館椅子ギャラリー　2019年）※第5回せんだい短編戯曲賞受賞作品
- 『テアトロコント vol.39』（渋谷コントセンター　作・演出：今田健太郎　ユーロライブ　2019年）
- 『アンクル』（マシュマロ・ウェーブ　演出：木村健三　下北沢MORE　2019年）
- 『懺悔室、充実の4LDK』（トリコロールケーキ・劇団「地蔵中毒」　作・演出：今田健太郎・大谷皿屋敷　浅草九劇　2019年）
- 『上にまいります。』（チーム夜営　作：大竹竜平　演出：小林弘樹・萩原優奈　CLASKA　2018年）
- 『オセ』（マシュマロ・ウェーブ　演出：木村健三　下北沢MORE　2018年）
- 『記憶の人』（チーム夜営　作：大竹竜平　演出：小林弘樹　yahiro8　2017年）
- 『ブランチ』（マシュマロ・ウェーブ　演出：木村健三　六家道具店　2016年）
- 『誰がいつ泣くの』（トリコロールケーキ　作・演出：今田健太郎　宮益坂十間スタジオ　2016年）
- 『衛星の兄弟』（チーム夜営　作：大竹竜平　演出：小林弘樹　横浜にぎわい座　2016年）
- 『モグララ』（トリコロールケーキ　作・演出：今田健太郎　千本桜ホール　2016年）
- 『タイトルはご自由に。』（チーム夜営　作：大竹竜平　演出：小林弘樹　新宿眼科画廊・恵比寿ガーデンシネマ　2015年） - 第5回せんだい短編戯曲賞受賞作品
- 『クマグマ』（トリコロールケーキ　作・演出：今田健太郎　STスポット　2014年）
- 『アイアイ』（トリコロールケーキ　作・演出：今田健太郎　STスポット　2014年）
- 『サマータイム』（中立地帯　構成・演出：武本拓也　日暮里d-倉庫　2012年）